# Spheropistha orbita
Espèce
Synonymes
- Argyrodes orbitus Zhu, 1998

Spheropistha orbita est une espèce d'araignées aranéomorphes de la famille des Theridiidae.

## Distribution
Cette espèce est endémique du Gansu en Chine,.

## Publication originale
- Zhu, 1998 : Fauna Sinica: Arachnida: Araneae: Theridiidae. Science Press, Beijing, p. 1-436.